# Koninklijke Buskruitfabriek Cooppal

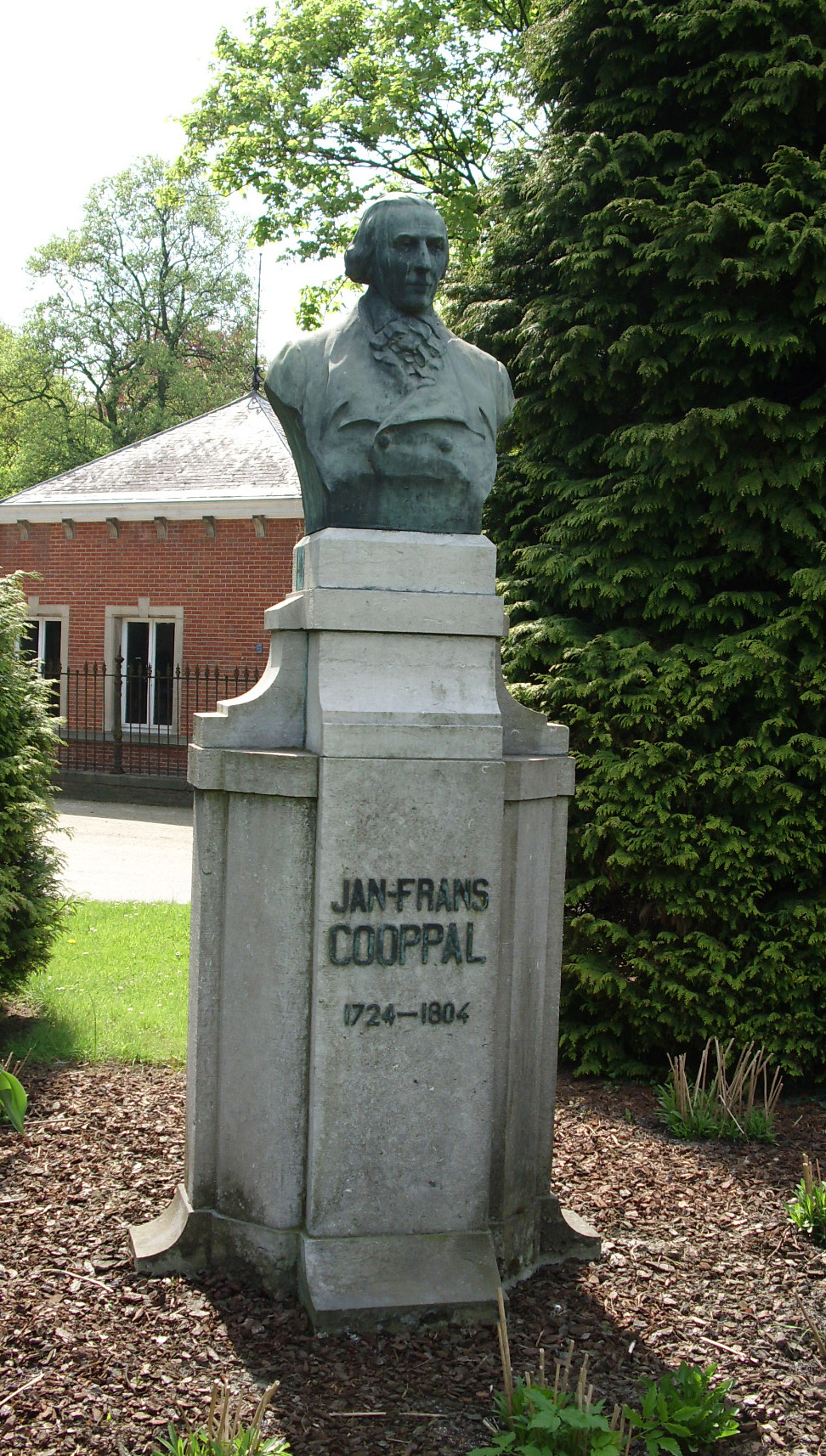
De stichter Jan Frans Cooppal.

Koninklijke Buskruitfabriek Cooppal (in de volksmond: ’t Poerkot, van poudre = buskruit) werd in 1778 in het Belgische Wetteren opgericht door Jan Frans Cooppal (1724-1804). Aanvankelijk waren andere families mede-eigenaars, vanaf 1838 werd het alleen eigendom van de opvolger Pieter Frans Cooppal. Pieter Frans werd in 1842 zelf opgevolgd door zijn dochter Marie-Antoinette, die gehuwd was met Théodore Teichmann.
De vroegere en huidige gebouwen zijn gevestigd in het gehucht Ten Ede (wijk Voorde), het kasteel Valois en het ommuurde domein zijn er de stille getuigen van de beginfase. In 1880 vloog 35 ton buskruit de lucht in. Er vielen 10 slachtoffers en 13 werkplaatsen werden vernield.

## Geschiedenis[2]
Aan Cooppal was in 1778 door Gent geweigerd om een buskruitfabriek in die stad op te richten. In Wetteren kreeg hij echter wel toestemming voor het terrein Delvael in het gehucht Ten Ede. 
In 1779 werd op kleine schaal met de productie begonnen, deze nam van 1785 tot 1794 snel toe door vooral bestellingen van de Oostenrijkse regering. In 1787 had Cooppal naast zich Filip Vermoelen (later ook burgemeester van Antwerpen) als mededirecteur aangesteld. Hij bleef dit tot 1837, zij het met een onderbreking van 1796 tot 1816, toen de fabriek gesloten was als gevolg van de Franse overheersing. In 1815 had Pieter Frans, de zoon van de stichter, toestemming gekregen de productie te herbeginnen.
Ondanks het gevaarlijke materiaal verliepen er 88 jaar zonder dat er ook maar een slachtoffer viel bij de slechts zelden voorkomende ontploffingen. Op 13 februari 1866 vielen er echter 8 doden en op zaterdag 29 mei 1880 was er een zeer grote ontploffing waarbij 10 doden vielen. Tot 1910 liep het totaal op tot 32 slachtoffers bij acht ontploffingen.
Buskruitfabriek Cooppal genoot destijds wereldfaam omwille van de aanmaak van buskruit en di-ethylether. Koning Leopold I verleende in 1847 het predicaat Koninklijk. In 1926 werd een afdeling ethylacetaat opgericht en de afdeling jachtpatronen uitgebreid. Veiligheidslonten werden gefabriceerd vanaf 1931, van 1933 tot 1939 vervaardigde men verpakkingsmateriaal en TNT van 1935 tot 1940.
Na de dood van Pieter Frans Cooppal in 1842 werd Constantin Van Cromphaut, die er al vanaf 1828 in dienst was, de nieuwe directeur tot deze in 1879 overleed, na de laatste zes jaren tevens burgemeester van Wetteren te zijn geweest.

## Kaulille
In 1855 was door de familie Slegten-Sneyers een landgoed van 70 ha gesticht op heidegronden aan het Kempens Kanaal. In 1881, het jaar na de buskruitramp in Wetteren,  werd dit terrein, gelegen te Kaulille in Limburg, door Cooppal gekocht. Men wilde een deel van de productie naar buiten verplaatsen, ook al omdat de vestiging in Wetteren niet meer kon uitbreiden. Later werd nog grond bijgekocht, zodat het terrein uiteindelijk 180 ha besloeg. Het was gelegen aan de Fabriekstraat en lag ver van bebouwde kommen af, wat noodzakelijk was vanwege vrijkomende giftige gassen en ontploffingsgevaar.
In 1884 werd hier voor het eerst het rookzwak kruit geproduceerd, op basis van nitrocellulose en eind 19e eeuw werd hier een eigen vinding, het tonite, vervaardigd. In 1899 werkten hier 85 mensen. Hoewel de fabriek tijdens de Eerste Wereldoorlog door de Duitsers werd ontmanteld, kwam ze na deze oorlog weer in werking. In 1930 begon men met de vervaardiging van nitroglycerine en na de Tweede Wereldoorlog werd er ook nitroguanidine geproduceerd. In de hoogtijdagen werkten er in deze vestiging wel 600 mensen, in 1970 waren dat er nog 350.

## Fusies

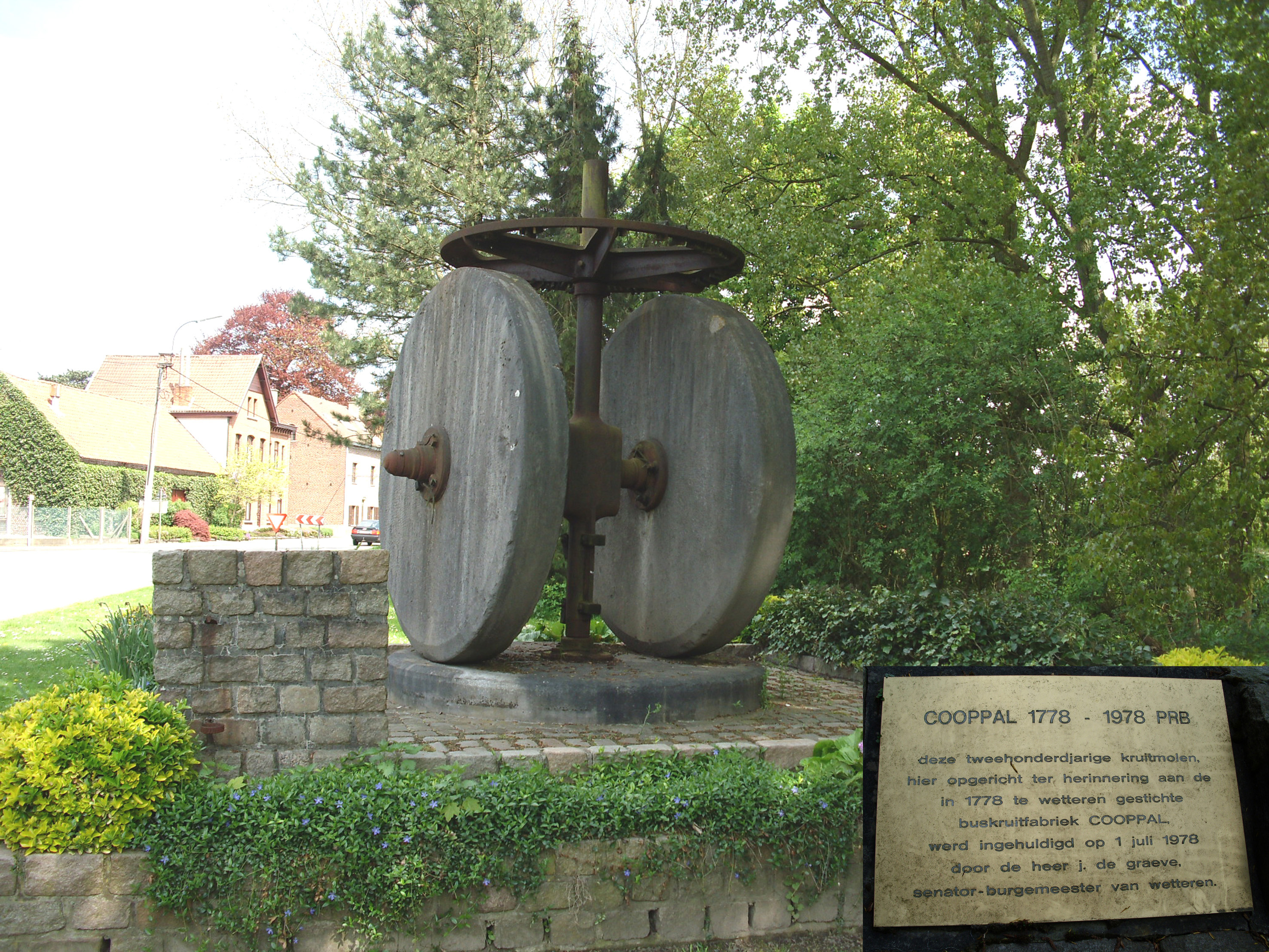
Kruitmolen (kollergang) uit de voormalige buskruitfabriek.

In 1969 ging het bedrijf op in de Poudreries Réunies de Belgique (PRB), een dochter van de Generale Maatschappij van België. Hierbij was, naast de vestigingen in Wetteren en Kaulille, ook de fabriek La Forcite te Wezel betrokken, alsmede springstoffabrieken in Matagne en Clermont-sous-Huy betrokken. PRB veranderde van naam en werd Omnichem. In 1990 ging PRB failliet en werd het Wetterse bedrijf verkocht aan het Japanse Ajinomoto, waarop de scheiding met onder andere Recticel volgde. Ajinomoto is een specialist in fijne chemie, dat levert aan de voedings- en farmaceutische industrie. Het is nog steeds gevestigd op dezelfde site. Buskruit wordt er niet meer geproduceerd.
Het bedrijf te Kaulille werd gesloten en de gebouwen werden gesloopt, met uitzondering van het voormalige hoofdgebouw. Een monumentale kollergang op het Nevenplein te Kaulille, alsmede enkele straatnamen in het centrum van deze plaats, herinneren nog aan de buskruitfabriek.

## Sociaal
De Buskruitfabriek lag ook aan de basis van de stichting van het huidige Scheppersinstituut aan de Cooppallaan, het voormalige Sint-Barbarainstituut. Het was aanvankelijk (1876) een weeshuis voor kinderen, van wie de vader verongelukt was in het bedrijf van Cooppal. In 1878 namen de Broeder van Onze-Lieve-Vrouw van Barmhartigheid of de Broeders van Scheppers de leiding. Later werd het een tuinbouwschool om ten slotte een algemene technische onderwijsinstelling te worden.
Verder gaven de stichtende families steun aan de Katholieke Cercle, bouwde men Het Werkmanshuis voor de christelijke arbeidersbeweging. In 1837 richtten ze een spaarkas op voor hun arbeiders, in 1857 werkten er circa 250 mannen.
Vanaf 1891 konden de werknemers lenen voor het bouwen van hun woning, tegen een interest van 1%. Het bedrijf betaalde zelf de bijdragen van de arbeiders, er kwam een pensioenkas en vanaf 1894 werden er jaarlijks extra premies uitbetaald.